# Malung-Sälen
Malung-Sälen is een Zweedse gemeente in Dalarna. De gemeente, behoort tot de provincie Dalarnas län. Ze heeft een totale oppervlakte van 4339,3 km² en telde 10.557 inwoners in 2004. Op 1 maart 2007 besloot de Zweedse regering om de gemeente Malung te hernoemen naar Malung-Sälen, sinds 1 januari 2008 heeft de gemeente deze naam. De gemeente is de enige gemeente in Zweden, die twee verschillende plaatsen in zijn naam heeft staan.

## Plaatsen
- Malung
- Malungsfors
- Sälen
- Limedsforsen
- Lima (Malung-Sälen)
- Transtrand
- Yttermalung
- Öje
- Rörbäcksnäs
- Gärdås en Jägra
- Tyngsjö

## Bijzonderheden
In de gemeente bevindt zich de Transtrandsfjällen of Sälenfjällen, het meest zuidelijk gelegen fjell gebergte van Zweden.
Älvdalen · Avesta · Borlänge · Falun · Gagnef · Hedemora · Leksand · Ludvika · Malung-Sälen · Mora · Orsa · Rättvik · Säter · Smedjebacken · Vansbro